# Chocolate and Cheese
Chocolate and Cheese — четвёртый студийный альбом американской рок-группы Ween. Он был выпущен 27 сентября 1994 года лейблом Elektra Records. Это был первый альбом Ween, записанный в профессиональной студии, в отличие от четырёхдорожечных домашних записей The Pod и Pure Guava. Однако большинство инструментов по-прежнему играли Дин и Джин Уин, включая их драм-машину.
После самостоятельного производства своего предыдущего альбома Pure Guava (1992) группа вновь объединилась с Эндрю Вайсом для производства этого альбома. Его широкий звук был описан как «переход между жанрами», в котором явно присутствуют такие стили музыки, как психоделия, кантри, фанк, индастриал и латинская музыка. Chocolate and Cheese был поддержан синглами «I Can’t Put My Finger on It», «Freedom of '76» и «Voodoo Lady». Хотя альбом не имел коммерческого успеха, он получил положительные отзывы и был признан одним из знаковых альбомов Ween. 2 августа 2024 года был выпущено юбилейное делюкс-издание альбома, посвящённое 30-летию. В начале 2000-х годов обложка альбома была признана «самой сексуальной обложкой альбома всех времен» читателями Playboy.

## История
Альбом посвящён канадскому актёру-комедианту Джону Кэнди (1950—1994), который умер во время работы над альбомом. Песня «A Tear for Eddie» была посвящена гитаристу Parliament-Funkadelic Эдди Хэйзелу, умершему в 1992 году. В интервью 2011 года Джин Уин признался, что испанский урок в «Улице Сезам» вдохновил его на создание песни «Buenas Tardes Amigo».

## Музыкальный стиль
Альбом содержит элементы таких стилей, как цирковая музыка, кантри, фолк-рок, фанк-метал, индастриал, джаз, латинская музыка, лаунж-музыка, нойз-рок, психоделия, софт-рок и синти-поп. Он был назван «альбомом, перескакивающим между жанрами» из-за разнообразия стилей, и этот аспект альбома был еще более усилен в юбилейном делюкс-издании к 30-летию, которое включает больше песен. На следующем альбоме 12 Golden Country Greats (1996) группа намеренно решила записать альбом в одном жанре, а затем в 1997 году выпустила The Mollusk, который был описан как «возвращение к жанровому прыжкам».

## Обложка
Название альбома фонетически похоже на британское выражение «chalk and cheese» (мел и сыр), которое используется для обозначения двух вещей, не имеющих ничего общего. В интервью с Хэнком Штимером во время написания книги «33⅓» о Chocolate and Cheese Дин Уин сказал, что первоначальная идея обложки альбома заключалась в том, чтобы «найти моряка, например, гея-моряка, в красно-бело-синей форме с ремнем», но студия отклонила эту идею, посчитав ее неуместной.
Джин Уин утверждает, что придумал идею для обложки альбома, которая в итоге была реализована, говоря: «Я набросал эскиз… Помню, как говорил Микки, что верхняя часть [рубашки] будет обрезана прямо под линией сосков, поэтому было очень важно, чтобы грудь была большой с большой „нижней частью“». Креативный директор Reiner Design Consultants Роджер Горман заявил, что им было дано указание сделать обложку похожей на обложку альбома группы Ohio Players.
Моделью для обложки альбома была Эшли Сэвидж, а фотографии сделал Джон Кучала. В начале 2000-х годов обложка была признана «самой сексуальной обложкой альбома всех времен» читателями Playboy.com. Через семь месяцев после выпуска Chocolate and Cheese группа Sugar Ray выпустила альбом с похожим названием Lemonade and Brownies, на обложке которого также была изображена обнаженная женщина. Участники группы упоминали, что являются поклонниками обложки Chocolate and Cheese.

## Релиз
«I Can’t Put My Finger on It» стала заглавной песней мини-альбома, выпущенного Elektra Records в 1994 году, в который также вошли треки «A Tear for Eddie», «Now I’m Freaking Out» и «Bakersfield». В том же году «Voodoo Lady» был выпущен новозеландским лейблом Flying Nun Records в формате 7-дюймового сингла, с «Buenas Tardes Amigo» на обратной стороне; обе песни также были выпущены на EP «Voodoo Lady» в формате CD, вместе с треками «There’s a Pig» и «Vallejo». «Freedom of '76» была заглавной песней EP, выпущенного Flying Nun в 1995 году, который включал две версии заглавной песни, а также «Now I’m Freaking Out» и «Pollo Asado».
Первым музыкальным видео к альбому стало «I Can’t Put My Finger on It», за ним последовали «Voodoo Lady» и «Freedom of '76», снятые примерно в марте 1995 года. Гитарист CKY (и преданный поклонник Ween) Чад Гинсбург появился в промо-видео «Freedom of '76» в роли статиста, кричащего на Джина и Дина после того, как они украли Колокол Свободы.
В дополнение к релизу Elektra Records (Elektra 61639-2 US 1994), Chocolate and Cheese был выпущен и распространен лейблом Grand Royal в США в 1994 году в виде 2 LP без раскладной обложки (Grand Royal GR 010 US 1994). Flying Nun Records выпустила две разные версии в 1994 году, одна из которых поставлялась с бонусным 7-дюймовым синглом (Flying Nun Records FN314 Europe 1994, без 7") и (Flying Nun Records FNSP314 UK 1994, с 7").

### Делюксовое юбилейное издание
7 июня 2024 года Ween объявили о выпуске делюкс-издания альбома Chocolate and Cheese в честь 30-летия альбома, дата выпуска которого назначена на 2 августа 2024 года. Делюкс-издание включает в себя как ремастеринг оригинальных треков, выполненный Берни Грандманом, так и 15 ранее не издававшихся треков. Один из этих треков, «Junkie Boy», был выпущен в качестве сингла в тот же день, когда было сделано объявление. 19 июля был выпущен второй сингл для юбилейного издания, демо-версия «Voodoo Lady».
Делюкс-издание сопровождалось буклетом, написанным Дином Вином, в котором подробно рассказывалось о производстве альбома, раскрывались альтернативные варианты трек-листов, которые рассматривались, приводились истории о создании альбома и показывались эксклюзивные фотографии и производственные заметки.
Делюкс-издание имело коммерческий успех. Forbes сообщил, что за первую неделю было продано 5300 копий, и продажи были настолько высокими, что делюкс-издание заняло 15-е место в чарте Billboard Top Album Sales и 3-е место в чарте Vinyl Albums этого журнала.

## Туры
В поддержку альбома Ween гастролировали по США с сентября 1994 по март 1995 года. 18 января 1995 года они исполнили «I Can’t Put My Finger on It» в программе Late Night with Conan O’Brien, которая записывалась в Нью-Йорке. Затем они отправились в турне по Европе и Великобритании в марте-апреле 1995 года. Позже, в апреле 1995 года, они отправились в турне по Австралии, Новой Зеландии и Гавайям. Как и в турне Pure Guava, австралийская часть концертов охватила большую часть страны и продлилась 11 дней. Три из австралийских концертов были частью первого фестиваля Alternative Nation Festival. В мероприятии также участвовали такие артисты, как Body Count, Faith No More, Лу Рид, Nine Inch Nails, Powderfinger, Regurgitator, The Tea Party и Tool, но оно было прекращено всего через год. В середине мая 1995 года Ween вернулись к выступлениям в США. Они продолжали гастролировать по США в течение остальной части 1995 года, а в следующем году выпустили свой следующий альбом «12 Golden Country Greats».

## Отзывы
| Оценки критиков               | Оценки критиков |
| Источник                      | Оценка          |
| ----------------------------- | --------------- |
| AllMusic                      | [ 21 ]          |
| Chicago Sun-Times             | [ 22 ]          |
| Entertainment Weekly          | B               |
| NME                           | 6/10            |
| Pitchfork                     | 9.0/10          |
| Q                             | [ 26 ]          |
| The Rolling Stone Album Guide | [ 27 ]          |
| Select                        | 4/5             |
| Spin Alternative Record Guide | 8/10            |
| Uncut                         | 9/10            |

Альбом получил в целом положительные отзывы от современных музыкальных критиков.
В своей рецензии на Chocolate and Cheese для Spin Терри Саттон отметила, что Ween «похоже, избавились от своей склонности к длинным фанковым деконструкциям», ограничив свою «фиксацию на Принсе/The Brothers Johnson» «несколькими ценными, сексуальными прогулками» и в других местах исследуя новые музыкальные территории, черпая влияние из южного рока, филадельфийского соула, диско и других стилей. «Безусловно безумный и опасно коварный», — написал Пол Рис в Select, — «Chocolate and Cheese — лучший аргумент в пользу того, чтобы бросить все и настроиться на параллельную вселенную Ween».
Димитри Эрлих из Entertainment Weekly был более сдержан в своих похвалах, сравнив Ween с «кем-то настолько невероятно странным, что от этого почти болит голова, — но ты ещё неделями думаешь о том, что этот человек сказал». Марк Сазерленд из NME назвал Chocolate and Cheese «скорее странным сборником, чем полноценным, целостным альбомом», посоветовав слушателям «записать лучшие фрагменты и поразмыслить над тем, почему Ween не перестают дурачиться и не записывают целый альбом из подобных жемчужин». Роберт Кристгау выбрал «Spinal Meningitis (Got Me Down)» в качестве единственного «лучшего трека» из альбома в своём обзоре на The Village Voice.
Ретроспективно, критик AllMusic Хизер Фэрс похвалила Chocolate and Cheese как «блестящее слияние поп-музыки и гонзо-юмора» и «возможно, лучший момент Ween», который «окончательно доказал, что наряду с их извращённым чувством юмора и широким музыкальным словарным запасом, Дин и Джин также являются впечатляющими авторами песен». Аналогично, рецензент Pitchfork Стюарт Берман написал, что альбом показал, «что если отбросить некачественное производство и уловки с изменением тональности, которые характеризовали их предыдущие альбомы, Ween были бесспорными авторами поп-песен». Роб Хьюз из Uncut обнаружил, что, несмотря на многочисленные «смелые стилистические повороты» Ween на протяжении всего Chocolate and Cheese, «песни настолько хороши, что выходят за рамки понятия пастиша», и пришёл к выводу, что альбом, хотя и иногда пересекает «границы приемлемого вкуса», документирует «чистую энергию, идеи и изобретательность» группы.

### Итоговые списки
В 2014 году Guitar World включил Chocolate and Cheese в свой список «50 культовых альбомов, определивших 1994 год». Весь альбом был сыгран вживую в рамках сет-листа группы на фестивале Desert Daze в Калифорнии 12 октября 2019 года.

## Список композиций
Слова и музыка всех песен — Ween,  за исключением обозначенных.
| №                   | Название                                 | Длительность |
| ------------------- | ---------------------------------------- | ------------ |
| 1.                  | «Take Me Away»                           | 3:01         |
| 2.                  | «Spinal Meningitis (Got Me Down)»        | 2:53         |
| 3.                  | «Freedom of '76» (Ween, Ed Wilson)       | 2:51         |
| 4.                  | «I Can't Put My Finger on It»            | 2:48         |
| 5.                  | «A Tear for Eddie» (instrumental)        | 4:50         |
| 6.                  | «Roses Are Free»                         | 4:35         |
| 7.                  | «Baby Bitch»                             | 3:04         |
| 8.                  | «Mister, Would You Please Help My Pony?» | 2:55         |
| 9.                  | «Drifter in the Dark»                    | 2:32         |
| 10.                 | «Voodoo Lady»                            | 3:48         |
| 11.                 | «Joppa Road»                             | 3:03         |
| 12.                 | «Candi»                                  | 4:03         |
| 13.                 | «Buenas Tardes Amigo»                    | 7:07         |
| 14.                 | «The HIV Song»                           | 2:10         |
| 15.                 | «What Deaner Was Talkin' About»          | 2:00         |
| 16.                 | «Don't Shit Where You Eat»               | 3:20         |
| Общая длительность: | Общая длительность:                      | 55:00        |

| №   | Название                                | Длительность |
| --- | --------------------------------------- | ------------ |
| 17. | «Crappy Anniversary Jimmy»              | 3:35         |
| 18. | «Warm Socks»                            | 2:42         |
| 19. | «Stop, Look, Listen (and Learn)»        | 3:30         |
| 20. | «Dirty Money»                           | 3:55         |
| 21. | «I Got It»                              | 2:12         |
| 22. | «Belgian Stew»                          | 3:09         |
| 23. | «Voodoo Lady (Demo)»                    | 4:35         |
| 24. | «Junkie Boy»                            | 3:30         |
| 25. | «Smooth Mover»                          | 1:41         |
| 26. | «Church Fire»                           | 1:41         |
| 27. | «Take Me Away (Demo)»                   | 2:31         |
| 28. | «Sasha»                                 | 3:01         |
| 29. | «Roses Are Free (Demo)»                 | 3:58         |
| 30. | «Candi (Demo)»                          | 2:34         |
| 31. | «I Really Miss You (And I'm All Alone)» | 3:29         |

## Чарты
| Чарт (1994—1995)                       | Высшая позиция |
| -------------------------------------- | -------------- |
| Австралия (ARIA)                       | 80             |
| США (Billboard Top Heatseekers Albums) | 10             |

| Чарт (2024)                     | Высшая позиция |
| ------------------------------- | -------------- |
| Бельгия/Фландрия (Ultratop)     | 78             |
| США (Billboard Top Album Sales) | 15             |